# Pittosporum obcordatum
Pittosporum obcordatum (tiếng Anh thường gọi là Heart-leaved Kohuhu) là một loài thực vật thuộc họ Pittosporaceae. Đây là loài đặc hữu của New Zealand.

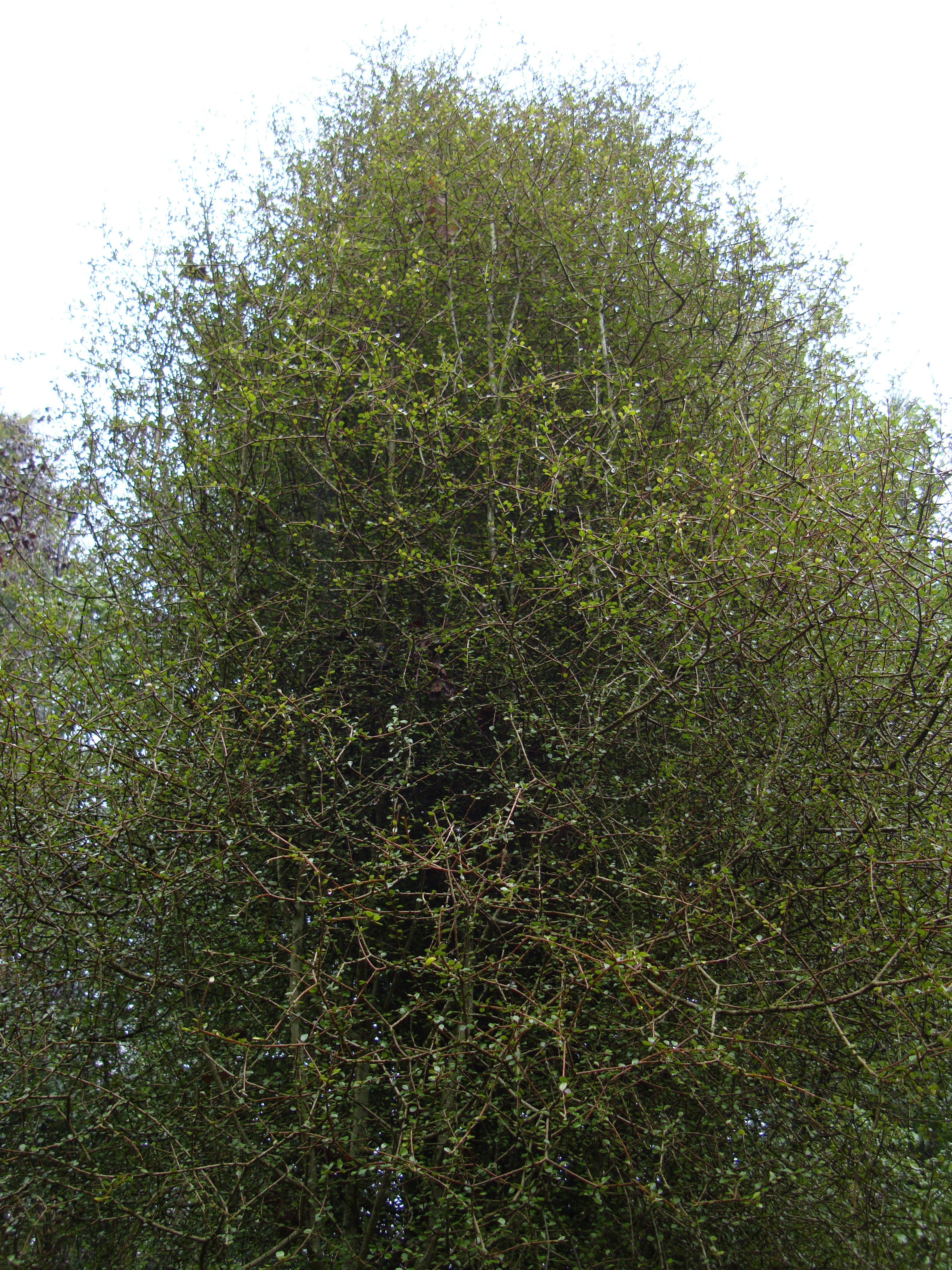
Pittosporum obcordatum.